# 苫小牧工業高等專門學校
苫小牧工業高等專門學校是一所位於日本北海道的高等專門學校，一般簡稱為苫小牧高專。

## 沿革
- 1964年 - 創校，為國立高專3期校。設有機械工學、電氣工學、工業化學三學科。
- 1969年 - 增設土木工學科。
- 1990年 - 增設情報工學科。
- 1994年 - 工業化學科改組為物質工學科。
- 1995年 - 土木工學科改組為環境都市工學科。
- 2000年 - 電氣工學科改組為電氣電子工學科。
- 2003年 - 開設專攻科。
- 2004年 - 交由獨立行政法人國立高等專門學校機構（日语：国立高等専門学校機構）管理。
- 2006年 - 成為日本技術者教育認定機構（日语：日本技術者教育認定機構）[1]的認定校。
- 2016年 - 本科整併為創造工學科。

## 教育組織

### 本科（副學士課程）
- 創造工學科
  - 機械系
  - 都市・環境系
  - 應用化學・生物系
  - 電氣電子系
  - 情報科學・工學系

### 專攻科（學士課程）
- 電子・生產系統工學專攻
- 環境系統工學專攻

## 對外關係
苫小牧高專創造工學科的情報科學・工學系是TOPPERS Project的特別會員。

## 交通資訊
搭乘道南巴士錦岡線，於「工業高專前」站牌下車。

## 外部連結
- 苫小牧工業高等專門學校官方網站 （页面存档备份，存于）
- 苫小牧高專的Facebook專頁